# Фуруити, Масако
Масако Фуруити (яп. 古市雅子 Фуруити Масако, род. 20 октября 1996 года) — японская спортсменка, борец вольного стиля, чемпионка мира 2021 года, призёр чемпионатов мира 2019 и 2022 годов, чемпионатов Азии 2017 и 2018 годов.

## Биография
Родилась в 1996 году. Борьбой начала заниматься с 2008 года. С 2011 года выступает на различных международных соревнованиях по борьбе.
В 2017 году стала серебряным призёром чемпионата Азии, который состоялся в Индии. Через год на аналогичном турнире в Бишкеке завоевала бронзовую медаль.
На предолимпийском чемпионате планеты в Казахстане в 2019 году в весовой категории до 72 кг, Масако завоевала бронзовую медаль чемпионата.